# エフゲニー・キーシン
エフゲニー・キーシン（ラテン文字転写：Evgeny Igorevich Kissin；ロシア語: Евге́ний И́горевич Ки́син、1971年10月10日 - ）は、ロシア、イギリス、イスラエルの国籍を持つピアニスト、作曲家。近年は原語読みのエフゲーニで記されることも多くなってきている。

## 経歴
生い立ち

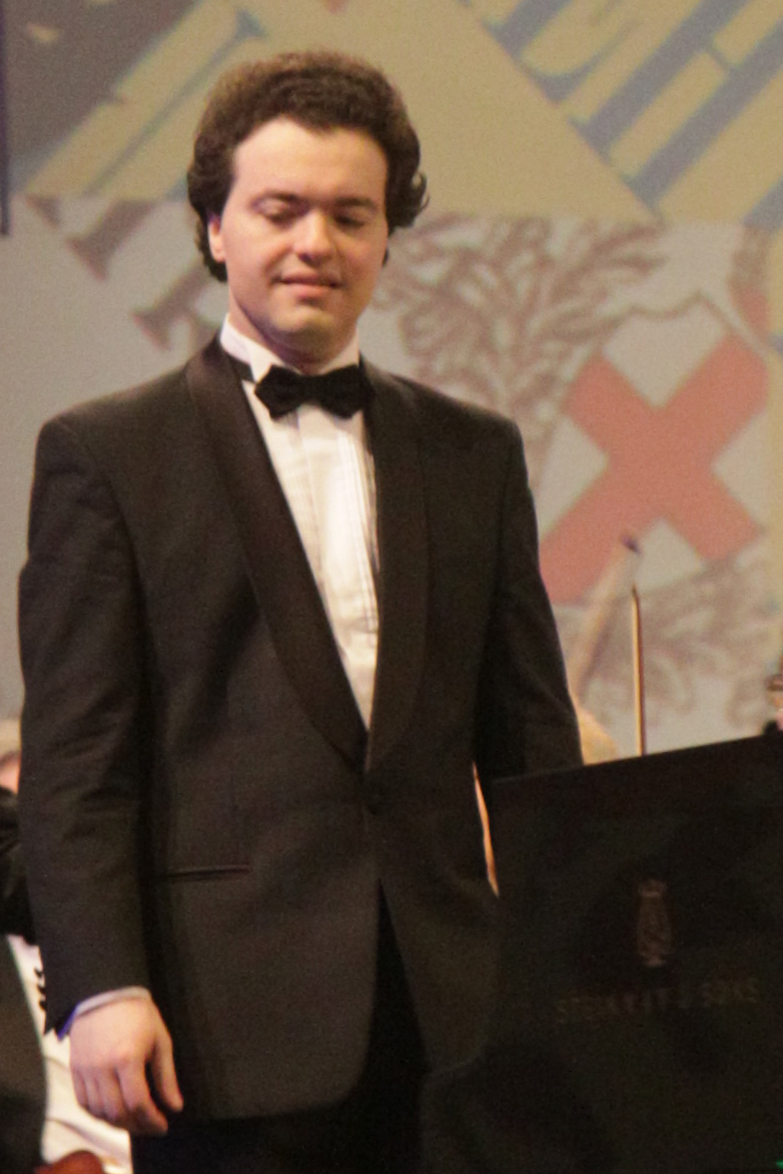
2011年

1971年、モスクワでユダヤ系の家系に生まれた。わずか2歳でピアノを学び始めた。グネーシン音楽学校に進んで、アンナ・パヴロフナ＝カントルにその後長らく師事した。10歳でモーツァルトのピアノ協奏曲第20番（K.466）を弾いてデビューし、11歳で初リサイタルを開くなど、幼い頃から神童ぶりを発揮した。12歳の時にドミトリー・キタエンコの指揮するモスクワ・フィルハーモニー管弦楽団との共演時に弾いたショパンのピアノ協奏曲が発売され、世界中の注目を浴びることとなった。
ピアニストとして
以来、ベルリン・フィルハーモニー管弦楽団、ロンドン交響楽団、アバド、カラヤン、小澤など多くの著名オーケストラ、指揮者と共演を重ねている。
日本では、1986年に初来日し、全国ツアーを行った。2003年に再来日し、いずれも好評であった。また、1990年9月30日にカーネギー・ホールにおいて、アメリカ・デビューを果たした。当日の演奏は絶賛され、CD化されて、世界的名声をいっそう確かなものとした。
旧ソ連生まれだが、2002年に英国籍を取得し、2013年にはイスラエル国籍も取得している多重国籍者である。
ウクライナ軍を支援するイベントに参加したことから、2024年7月19日、ロシア司法省によりスパイと同義の「外国のエージェント」に指定された。

## 演奏活動
早くから才能を認められてピアニストとして活動したため、マスタークラス等で世界的に著名な教師に師事したり、コンクール入賞歴はほとんどないが、国際的ピアニストとして世界各地で演奏、さらに録音活動を積極的に続けている。好きなピアニストとして、ラドゥ・ルプー、マレイ・ペライア、シフ・アンドラーシュなどを挙げている。
録音活動
少年時代にはピアノ小品を作曲し、演奏・録音した。2000年代から作曲活動を再開し、初めて出版した『4つのピアノ小品』作品1の「トッカータ」、「ドデカフォニック・タンゴ」を演奏会のレパートリーとしてよく演奏している。
ソ連時代には、世界各地の民謡をリサイタル後のアンコール・ピースとして編曲したこともあった。日本の文部省唱歌を編曲したものは、まとめてアルバムも作ったが現在は入手が困難である。

## 主なレパートリー
ショパン、リスト、チャイコフスキー、ラフマニノフ、スクリャービン、プロコフィエフ、ベートーヴェンなど多岐に渡るレパートリーを誇っている。かつてはロマン派音楽とロシアとソ連のピアノ音楽を中心に、超絶技巧を聴かせる曲目が多かったが、近年ではフランクやブラームス、メトネルなど、より内面的・瞑想的な性格の作曲家の作品にも意欲的にとりくみ、新境地を開拓している。